# Oekraïne op de Olympische Zomerspelen 2012
Oekraïne nam deel aan de Olympische Zomerspelen 2012 in Londen, Verenigd Koninkrijk.
De vlaggendrager tijdens de openingsceremonie was judoka Roman Hontjoek, die voor de derde opeenvolgende keer deelnam aan de Olympische Spelen.

## Medailleoverzicht
| Sport         | Olympiër                                                                   | Onderdeel              | Medaille |
| ------------- | -------------------------------------------------------------------------- | ---------------------- | -------- |
| Boksen        | Vasyl Lomatsjenko                                                          | -60kg (m)              | Goud     |
| Boksen        | Oleksandr Oesyk                                                            | -91kg (m)              | Goud     |
| Kanovaren     | Joerij Tsjeban                                                             | C-1 200m (m)           | Goud     |
| Roeien        | Jana Dementjeva Natalija Dovhodko Anastasija Kozjenkova Kateryna Tarasenko | dubbel-vier (v)        | Goud     |
| Schermen      | Jana Sjemjakina                                                            | degen (v)              | Goud     |
| Boksen        | Denis Berinsjik                                                            | -64kg (m)              | Zilver   |
| Kanovaren     | Inna Osypenko-Radomska                                                     | K-1 200m (v)           | Zilver   |
| Kanovaren     | Inna Osypenko-Radomska                                                     | K-1 500m (v)           | Zilver   |
| Worstelen     | Valerii Andriitsev                                                         | -96kg vrije stijl (m)  | Zilver   |
| Atletiek      | Jelizaveta Bryzhina Olesja Povch Marija Rjemjen Hrystyna Stuy              | 4x100m (v)             | Brons    |
| Atletiek      | Alina Lohvynenko Nataliya Pyhyda Hanna Yaroshchuk Olha Zemlyak             | 4x400m (v)             | Brons    |
| Atletiek      | Olha Saladoecha                                                            | hink-stap-springen (v) | Brons    |
| Boksen        | Taras Sjelestjoek                                                          | -69kg (m)              | Brons    |
| Boksen        | Oleksandr Gvozdyk                                                          | -81kg (m)              | Brons    |
| Gewichtheffen | Yulia Paratova                                                             | -53kg (m)              | Brons    |
| Gymnastiek    | Igor Radivilov                                                             | sprong (m)             | Brons    |
| Schermen      | Olga Charlan                                                               | sabel (v)              | Brons    |
| Schietsport   | Olena Kostevytsj                                                           | 10m luchtpistool (v)   | Brons    |
| Schietsport   | Olena Kostevytsj                                                           | 25m pistool (v)        | Brons    |

In later stadium werden atleet Oleksandr Pjatnytsja (zilver, speerwerpen), gewichtheffer Oleksej Torochtij (goud, -105 kg) en gewichthefster Julija Kalina (brons, -58 kg) hun medaille ontnomen (doping).

## Deelnemers en resultaten
(m) = mannen, (v) = vrouwen
Het overzicht van de deelnemers en hun resultaten volgt.

### Atletiek
| Olympiër | Onderdeel                | Resultaat | Prestatie |
| --- | ------------------------ | --------- | --- |
| Serhiy Smelyk | 200m (m)                 | 25e       | serie 4: 4de in 20,65 |
| Vitaliy Butrym | 400m (m)                 | 41e       | serie 1: 5de in 47,62 |
| Serhiy Lebid | 5000m (m)                | 35e       | serie 1: 17de in 13.53,15 |
| Mykola Labovskyi | 10000m (m)               | 26e       | 29.32,12 |
| Stanislav Melnykov | 400m horden (m)          | 19e       | serie 5: 3de in 50,13 halve finale 2: 6de in 50,19 |
| Vadym Slobodenyuk | 3000m steeplechase (m)   | 18e       | serie 3: 8ste in 8.23,35 |
| Ivan Babaryka | marathon (m)             | 59e       | 2:21.52 |
| Oleksandr Sitkovskyy | marathon (m)             | 12e       | 2:12.56 |
| Vitaliy Shafar | marathon (m)             | 29e       | 2:16.36 |
| Ruslan Dmytrenko | 20km snelwandelen (m)    | 30e       | 1:23.21 |
| Nazar Kovalenko | 20km snelwandelen (m)    | 27e       | 1:22.54 |
| Ivan Losyev | 20km snelwandelen (m)    | 47e       | 1:26.50 |
| Serhiy Budza | 50km snelwandelen (m)    | 35e       | 3:56.35 |
| Nazar Kovalenko | 50km snelwandelen (m)    | 19e       | 3:48.07 |
| Ihor Hlavan | 50km snelwandelen (m)    | DSQ       | gediskwalificeerd |
| Viktor Kuznyetsov | verspringen (m)          | 35e       | kwalificatie groep B: 15de met 7,50m |
| Sheryf El-Sheryf | hink-stap-springen (m)   | 13e       | kwalificatie groep B: 6de met 16,60m |
| Bohdan Bondarenko | hoogspringen (m)         | 6e        | kwalificatie groep A: 4de met 2,26m finale: 6de met 2,29m |
| Dmytro Demyanyuk | hoogspringen (m)         | 16e       | kwalificatie groep A: 9de met 2,21m |
| Andriy Protsenko | hoogspringen (m)         | 8e        | kwalificatie groep B: 3de met 2,29m finale: 8ste met 2,25m |
| Maksym Mazuryk | polsstokhoogspringen (m) | DSQ       | kwalificatie groep A: 10de met 5,35m |
| Denys Yurchenko | polsstokhoogspringen (m) | DNF       | kwalificatie groep B: geen geldige poging |
| Andriy Semenov | kogelstoten (m)          | DNF       | kwalificatie groep B: geen geldige poging |
| Roman Avramenko | speerwerpen (m)          | 14e       | kwalificatie groep A: 7de met 80,06m |
| Oleksandr Pyatnytsya | speerwerpen (m)          | DSQ       | kwalificatie groep B: 3de met 82,72m finale: 2de met 84,51m |
| Oleksandr Dryhol | kogelslingeren (m)       | DSQ       | kwalificatie groep A: 18de met 69,57m |
| Artem Rubanko | kogelslingeren (m)       | DNF       | kwalificatie groep B: geen geldige poging |
| Oleksiy Sokyrskyy | kogelslingeren (m)       | 4e        | kwalificatie groep A: 3de met 77,65m finale: 4de met 78,25m |
| Oleksiy Kasyanov | tienkamp (m)             | 7e        | 100m: 4de in 10,56 verspringen: 4de met 7,55m kogelstoten: 15de met 14,45m hoogspringen: 10de met 1,99m 400m: 7de in 48,44 110m horden: 4de in 14,09 discuswerpen: 5de met 46,72m polsstokhoogspringen: 15de met 4,60m speerwerpen: 21ste met 54,87m 1500m: 8ste in 4.33,68 totaal: 8283 punten |
| |                          |           | |
| Nataliya Pohrebnyak | 100m (v)                 | 39e       | serie 7: 5de in 11,46 |
| Olesya Povh | 100m (v)                 | 17e       | serie 6: 3de in 11,18 halve finale 1: 6de in 11,30 |
| Yelizaveta Bryzhina | 200m (v)                 | 11e       | serie 6: 3de in 22,82 halve finale 2: 5de in 22,64 |
| Mariya Ryemyen | 200m (v)                 | 9e        | serie 5: 1ste in 22,58 halve finale 1: 4de in 22,62 |
| Khrystyna Stuy | 200m (v)                 | 14e       | serie 4: 3de in 22,66 halve finale 3: 4de in 22,76 |
| Alina Lohvynenko | 400m (v)                 | 11e       | serie 5: 1ste in 52,08 halve finale 2: 6de in 51,38 |
| Nataliya Pyhyda | 400m (v)                 | 12e       | serie 6: 2de in 51,09 halve finale 3: 5de in 51,41 |
| Yuliya Krevsun | 800m (v)                 | DNF       | serie 4: niet gefinisht |
| Liliya Lobanova | 800m (v)                 | DNS       | serie 3: niet gestart |
| Nataliya Lupu | 800m (v)                 | 15e       | serie 5: 1ste in 2.08,35 halve finale 1: 5de in 2.01,63 |
| Anna Mishchenko | 1500m (v)                | 28e       | serie 3: 10de in 4.13,63 |
| Anzhelika Shevchenko | 1500m (v)                | 26e       | serie 1: 13de in 4.12,97 |
| Lyudmyla Kovalenko | 5000m (v)                | 24e       | serie 1: 11de in 15.18,60 |
| Olha Skrypak | 10000m (v)               | 20e       | 32.14,59 |
| Hanna Titimets | 400m horden (v)          | 8e        | serie 3: 2de in 55,08 halve finale 3: 4de in 55,10 |
| Hanna Yaroshchuk | 400m horden (v)          | 11e       | serie 5: 3de in 54,81 halve finale 2: 4de in 55,51 |
| Svitlana Shmidt | 3000m steeplechase (v)   | DSQ       | serie 3: 12de in 10.01,09 |
| Valentyna Zhudina | 3000m steeplechase (v)   | 20e       | serie 2: 7de in 9.37,90 |
| Yelizaveta Bryzhina Nataliya Pohrebnyak Olesya Povh Mariya Ryemyen Khrystyna Stuy                                             | 4x100m (v)               | Brons     | serie 2: 1ste in 42,36 finale: 3de in 42,04 (NR) |
| Yuliya Baraley Alina Lohvynenko Yuliya Olishevska Darya Prystupa Nataliya Pyhyda Olha Zemlyak Hanna Titimets Hanna Yaroshchuk | 4x400m (v)               | Brons     | serie 1: 2de in 3.25,90 finale: 3de in 3.23,57 |
| Olena Burkovska | marathon (v)             | 48e       | 2:33.26 |
| Tetyana Filonyuk | marathon (v)             | DNF       | niet gefinisht |
| Tetyana Hamera-Shmyrko | marathon (v)             | 5e        | 2:24.32 |
| Nadiya Borovska | 20km snelwandelen (v)    | 16e       | 1:30.03 |
| Olena Shumkina | 20km snelwandelen (v)    | 50e       | 1:36.42 |
| Olha Yakovenko | 20km snelwandelen (v)    | 27e       | 1:32.07 |
| Viktoriya Rybalko | verspringen (v)          | 20e       | kwalificatie groep B: 8ste met 6,29m |
| Marharyta Tverdohlib | verspringen (v)          | DSQ       | kwalificatie groep A: gediskwalificeerd |
| Hanna Demydova | hink-stap-springen (v)   | 15e       | kwalificatie groep A: 7de met 13,97m |
| Hanna Knyazyeva | hink-stap-springen (v)   | 4e        | kwalificatie groep B: 3de met 14,33m finale: 4de met 14,56m |
| Olha Saladoecha | hink-stap-springen (v)   | Brons     | kwalificatie groep A: 3de met 14,35m finale: 3de met 14,79m |
| Olena Holosha | hoogspringen (v)         | 15e       | kwalificatie groep A: 9de met 1,90m |
| Vita Styopina | hoogspringen (v)         | 34e       | kwalificatie groep B: 17de met 1,80m |
| Nataliya Mazuryk | polsstokhoogspringen (v) | 26e       | kwalificatie groep B: 13de met 4,25m |
| Hanna Shelekh | polsstokhoogspringen (v) | 33e       | kwalificatie groep A: 20ste met 4,10m |
| Kateryna Karsak | discuswerpen (v)         | 28e       | kwalificatie groep B: 14de met 58,64m |
| Nataliya Semonova | discuswerpen (v)         | 18e       | kwalificatie groep A: 8ste met 60,61m |
| Marharyta Dorozhon | speerwerpen (v)          | 28e       | kwalificatie groep A: 14de met 57,64m |
| Hanna Hatsko | speerwerpen (v)          | 2e        | kwalificatie groep B: 11de met 58,37m |
| Vira Rebryk | speerwerpen (v)          | 19e       | kwalificatie groep B: 9de met 58,97m |
| Iryna Novozhylova | kogelslingeren (v)       | 33e       | kwalificatie groep B: 13de met 65,35m |
| Hanna Skydan | kogelslingeren (v)       | 19e       | kwalificatie groep A: 9de met 68,50m |
| Nataliya Dobrynska | zevenkamp (v)            | DNF       | 100m horden: 21ste in 13,57 hoogspringen: 10de met 1,83m kogelstoten: 2de met 15,05m 200m: 20ste in 24,69 verspringen: 33ste met 3,70m speerwerpen: 20ste met 43,86m |
| Hanna Melnychenko | zevenkamp (v)            | 10e       | 100m horden: 9de in 13,32 hoogspringen: 12de met 1,80m kogelstoten: 23ste met 12,96m 200m: 9de in 24,09 verspringen: 2de met 6,40m speerwerpen: 20ste met 43,86m 800m: 10de in 2.12,90 totaal: 6392 punten                                                                                      |
| Lyudmyla Yosypenko | zevenkamp (v)            | DSQ       | gediskwalificeerd |

### Badminton
| Olympiër        | Onderdeel     | Resultaat | Prestatie                                                                                  |
| --------------- | ------------- | --------- | ------------------------------------------------------------------------------------------ |
| Dmytro Zavadsky | enkelspel (m) | 17e       | groep K: 2de V van GER Zwiebler: 21-17, 10-21, 16-21 W van MDV Rasheed: 21-8, 21-8         |
|                 |               |           |                                                                                            |
| Larisa Griga    | enkelspel (v) | 33e       | groep N: 3de V van CZE Gavnholt: 13-21, 21-15, 15-21 V van GER Schenk: 13-21, 21-15, 15-21 |

### Boksen
| Olympiër          | Onderdeel | Resultaat | Prestatie |
| ----------------- | --------- | --------- | --- |
| Pavlo Ishchenko   | -56kg (m) | 17e       | 1ste ronde: V van USA Diaz: 9-19 |
| Vasyl Lomachenko  | -60kg (m) | Goud      | 1ste ronde: vrij 2de ronde: W van DOM Arias: 15-3 kwartfinale: W van PUR Verdejo: 14-9 halve finale: W van CUB Toledo: 14-11 finale: W van KOR Han: 19-9            |
| Denys Berinchyk   | -64kg (m) | Zilver    | 1ste ronde: vrij 2de ronde: W van SWE Yigit: 24-23 kwartfinale: W van AUS Horn: 21-13 halve finale: W van MGL Mönkh-Erdene: 29-21 finale: V van CUB Iglesias: 15-22 |
| Taras Shelestyuk  | -69kg (m) | Brons     | 1ste ronde: vrij 2de ronde: W van MDA Belous: 15-7 kwartfinale: W van FRA Vastine: 18-18 halve finale: V van GBR Evans: 10-11                                       |
| Evhen Khytrov     | -75kg (m) | 9e        | 1ste ronde: vrij 2de ronde: V van GBR Ogogo: 18-18 |
| Oleksandr Hvozdyk | -81kg (m) | Brons     | 1ste ronde: W van BLR Dauhaliavets: 18-10 2de ronde: W van NCA Bravo: 15-6 kwartfinale: W van ALG Benchabla: 19-17 halve finale: V van KAZ Niyazymbetov: 13-13      |
| Oleksandr Usyk    | -91kg (m) | Goud      | 1ste ronde: vrij kwartfinale: W van RUS Beterbiev: 17-13 halve finale: W van BUL Pulev: 21-5 finale: W van ITA Russo: 14-11                                         |

### Boogschieten
| Olympiër                                              | Onderdeel       | Resultaat | Prestatie |
| ----------------------------------------------------- | --------------- | --------- | --- |
| Dmytro Hrachov                                        | individueel (m) | 17e       | plaatsingsronde: 28ste met 665 punten 1ste ronde: W van ITA Frangilli: 7-2 2de ronde: V van JPN Furukawa: 4-6                                                        |
| Markiyan Ivashko                                      | individueel (m) | 9e        | plaatsingsronde: 24ste met 667 punten 1ste ronde: W van ESP Cuesta: 6-4 2de ronde: W van MYA Nay Myo Aung: 7-1 3de ronde: V van TPE Kuo: 0-6                         |
| Viktor Ruban                                          | individueel (m) | 7e        | plaatsingsronde: 43ste met 660 punten 1ste ronde: W van CHN Liu: 6-0 2de ronde: W van TPE Chen: 6-0 3de ronde: W van FRA Prévost: 6-4 kwartfinale: V van KOR Oh: 1-7 |
| Dmytro Hrachov Markiyan Ivashko Viktor Ruban          | team (m)        | 5e        | plaatsingsronde: 9de met 1992 punten 1ste ronde: W van Groot-Brittannië: 223-212 kwartfinale: V van Chinees Taipei: 220-228                                          |
|                                                       |                 |           | |
| Tetyana Dorokhova                                     | individueel (v) | 33e       | plaatsingsronde: 59ste met 599 punten 1ste ronde: V van JPN Kanie: 1-7                                                                                               |
| Kateryna Palekha                                      | individueel (v) | 33e       | plaatsingsronde: 51ste met 624 punten 1ste ronde: V van USA Leek: 2-6                                                                                                |
| Lidiia Sichenikova                                    | individueel (v) | 33e       | plaatsingsronde: 32ste met 645 punten 1ste ronde: V van BLR Mulyuk-Timofeyeva: 5-6                                                                                   |
| Tetyana Dorokhova Kateryna Palekha Lidiia Sichenikova | team (v)        | 9e        | plaatsingsronde: 12de met 1868 punten 1ste ronde: V van Japan: 192-207                                                                                               |

### Gewichtheffen
| Olympiër               | Onderdeel  | Resultaat | Prestatie                                                    |
| ---------------------- | ---------- | --------- | ------------------------------------------------------------ |
| Artem Ivanov           | -94kg (m)  | DNS       | niet gestart                                                 |
| Kostyantyn Piliyev     | -94kg (m)  | 12e       | trekken: 13de met 166kg stoten: 12de met 206kg totaal: 372kg |
| Serhiy Tahirov         | -105kg (m) | 10e       | trekken: 10de met 174kg stoten: 11de met 200kg totaal: 374kg |
| Oleksiy Torokhtiy      | -105kg (m) | DSQ       | trekken: 4de met 185kg stoten: 1ste met 227kg totaal: 412kg  |
| Ihor Shymechko         | +105kg (m) | 6e        | trekken: 5de met 197kg stoten: 6de met 232kg totaal: 429kg   |
| Artem Udachyn          | +105kg (m) | DNS       | niet gestart                                                 |
|                        |            |           |                                                              |
| Yuliya Paratova        | -53kg (m)  | Brons     | trekken: 4de met 91kg stoten: 10de met 108kg totaal: 199kg   |
| Yuliya Kalina          | -58kg (m)  | DSQ       | trekken: 2de met 106kg stoten: 5de met 129kg totaal: 235kg   |
| Svetlana Chernyavskaya | +75kg (m)  | DNS       | niet gestart                                                 |

### Gymnastiek
| Olympiër                                                                       | Onderdeel                | Resultaat | Prestatie |
| Ritmisch                                                                       | Ritmisch                 | Ritmisch  | Ritmisch |
| ------------------------------------------------------------------------------ | ------------------------ | --------- | --- |
| Alina Maksymenko                                                               | individueel (v)          | 6e        | kwalificatie: 7de hoepel: 11de met 27,300 punten bal: 5de met 28,125 punten knotsen: 3de met 27,800 punten lint: 12de met 26,800 punten totaal: 110,025 punten finale: 6de hoepel: 5de met 27,950 punten bal: 10de met 26,675 punten knotsen: 5de met 27,550 punten lint: 7de met 27,450 punten totaal: 109,625 punten      |
| Ganna Rizatdinova                                                              | individueel (v)          | 10e       | kwalificatie: 10de hoepel: 10de met 27,350 punten bal: 10de met 26,800 punten knotsen: 5de met 27,750 punten lint: 10de met 26,950 punten totaal: 108,850 punten finale: 10de hoepel: 10de met 26,750 punten bal: 8ste met 27,050 punten knotsen: 7de met 27,100 punten lint: 10de met 26,500 punten totaal: 107,400 punten |
| Trampoline                                                                     |                          |           | |
| Yuri Nikitin                                                                   | mannen                   | 14e       | kwalificatie: 14de met 79,070 punten |
|                                                                                |                          |           | |
| Marina Kiyko                                                                   | vrouwen                  | 16e       | kwalificatie: 16de met 73,460 punten |
| Turnen                                                                         |                          |           | |
| Mykola Kuksenkov                                                               | brug (m)                 | 22e       | kwalificatie: 22ste met 15,066 punten |
| Vitaliy Nakonechnyi                                                            | brug (m)                 | 51e       | kwalificatie: 51ste met 14,133 punten |
| Oleh Stepko                                                                    | brug (m)                 | 66e       | kwalificatie: 66ste met 13,366 punten |
| Oleh Verniaiev                                                                 | brug (m)                 | 40e       | kwalificatie: 40ste met 14,566 punten |
| Mykola Kuksenkov                                                               | paard voltige (m)        | 9e        | kwalificatie: 9de met 14,900 punten |
| Vitaliy Nakonechnyi                                                            | paard voltige (m)        | 6e        | kwalificatie: 6de met 14,933 punten finale: 6de met 14,766 punten |
| Oleh Stepko                                                                    | paard voltige (m)        | 16e       | kwalificatie: 16de met 14,400 punten |
| Oleh Verniaiev                                                                 | paard voltige (m)        | 18e       | kwalificatie: 18de met 14,366 punten |
| Mykola Kuksenkov                                                               | rekstok (m)              | 25e       | kwalificatie: 25ste met 14,666 punten |
| Vitaliy Nakonechnyi                                                            | rekstok (m)              | 21e       | kwalificatie: 21ste met 14,800 punten |
| Oleh Stepko                                                                    | rekstok (m)              | 59e       | kwalificatie: 59ste met 13,466 punten |
| Oleh Verniaiev                                                                 | rekstok (m)              | 41e       | kwalificatie: 41ste met 14,066 punten |
| Mykola Kuksenkov                                                               | ringen (m)               | 18e       | kwalificatie: 18de met 15,000 punten |
| Ihor Radivilov                                                                 | ringen (m)               | 9e        | kwalificatie: 9de met 15,300 punten |
| Oleh Stepko                                                                    | ringen (m)               | 26e       | kwalificatie: 26ste met 14,866 punten |
| Oleh Verniaiev                                                                 | ringen (m)               | 35e       | kwalificatie: 35ste met 14,600 punten |
| Ihor Radivilov                                                                 | sprong (m)               | Brons     | kwalificatie: 8ste met 15,799 punten finale: 3de met 16,316 punten |
| Oleh Verniaiev                                                                 | sprong (m)               | 9e        | kwalificatie: 11de met 15,549 punten |
| Mykola Kuksenkov                                                               | vloer (m)                | 34e       | kwalificatie: 34ste met 14,533 punten |
| Vitaliy Nakonechnyi                                                            | vloer (m)                | 47e       | kwalificatie: 47ste met 14,066 punten |
| Oleh Stepko                                                                    | vloer (m)                | 20e       | kwalificatie: 20ste met 15,033 punten |
| Oleh Verniaiev                                                                 | vloer (m)                | 21e       | kwalificatie: 21ste met 15,033 punten |
| Mykola Kuksenkov                                                               | individuele meerkamp (m) | 4e        | kwalificatie: 6de met 89,931 punten finale: 4de met 90,432 punten |
| Oleh Stepko                                                                    | individuele meerkamp (m) | 27e       | kwalificatie: 20ste met 87,047 punten |
| Oleh Verniaiev                                                                 | individuele meerkamp (m) | 11e       | kwalificatie: 13de met 88,964 punten finale: 11de met 88,931 punten |
| Mykola Kuksenkov Vitaliy Nakonechnyi Ihor Radivilov Oleh Stepko Oleh Verniaiev | meerkamp team (m)        | 4e        | kwalificatie: 7de met 269,810 punten finale: 4de met 271,526 punten |
|                                                                                |                          |           | |
| Mykola Kuksenkov                                                               | balk (v)                 | 66e       | kwalificatie: 66ste met 12,066 punten |
| Mykola Kuksenkov                                                               | brug (v)                 | 41e       | kwalificatie: 41ste met 13,433 punten |
| Mykola Kuksenkov                                                               | vloer (v)                | 22e       | kwalificatie: 68ste met 12,500 punten |
| Mykola Kuksenkov                                                               | individuele meerkamp (v) | 44e       | kwalificatie: 44ste met 50,832 punten |

### Judo
| Olympiër             | Onderdeel  | Resultaat | Prestatie |
| -------------------- | ---------- | --------- | --- |
| Georgii Zantaraia    | -60kg (m)  | 17e       | 1ste ronde: vrij 2de ronde: V van ITA Verde: koka |
| Sergiy Drebot        | -66kg (m)  | 17e       | 1ste ronde: vrij 2de ronde: V van KOR Cho: yuko |
| Volodymyr Soroka     | -73kg (m)  | 8e        | 1ste ronde: vrij 2de ronde: W van POR Pina: waza-ari 3de ronde: V van MGL Nyam-Ochir: yuko                                                                                      |
| Artem Vasylenko      | -81kg (m)  | 32e       | 1ste ronde: V van KAZ Bozbayev: ippon |
| Roman Hontyuk        | -90kg (m)  | 17e       | 1ste ronde: V van BRA Camilo: ippon |
| Artem Bloshenko      | -100kg (m) | 9e        | 1ste ronde: W van AUS Kelly: yuko 2de ronde: V van KOR Hwang: ippon |
| Stanislav Bondarenko | +100kg (m) | 17e       | 1ste ronde: V van SLO Ceraj: yuko |
|                      |            |           | |
| Nataliya Smal        | -70kg (v)  | 17e       | 1ste ronde: V van ESP Blanco: waza-ari |
| Maryna Pryshchepa    | -78kg (v)  | 9e        | 1ste ronde: vrij 2de ronde: V van FRA Tcheuméo: waza-ari |
| Iryna Kindzerska     | +78kg (v)  | 9e        | 1ste ronde: vrij 2de ronde: W van TUR Kocatürk: waza-ari kwartfinale: V van CHN Tong: waza-ari herkansingen: W van RUS Ivashchenko: yuko bronzen finale: V van GBR Bryant: yuko |

### Kanovaren
| Olympiër               | Onderdeel    | Resultaat | Prestatie                                                                        |
| ---------------------- | ------------ | --------- | -------------------------------------------------------------------------------- |
| Yuriy Cheban           | C-1 200m (m) | Goud      | serie 4: 1ste in 41,036 halve finale 3: 1ste in 40,647 finale: 1ste in 42,291    |
|                        |              |           |                                                                                  |
| Inna Osypenko-Radomska | K-1 200m (v) | Zilver    | serie 3: 1ste in 42,119 halve finale 1: 3de in 41,360 finale: 2de in 45,053      |
| Inna Osypenko-Radomska | K-1 500m (v) | Zilver    | serie 3: 4de in 1.52,268 halve finale 1: 2de in 1.51,515 finale: 2de in 1.52,685 |

### Moderne vijfkamp
| Olympiër             | Onderdeel | Resultaat | Prestatie |
| -------------------- | --------- | --------- | --- |
| Dmytro Kirpulyanskyy | mannen    | 35e       | schermen: 13de met 17 overwinningen zwemmen: 16de in 2.04,83 paardensport: 35ste met 860 strafpunten schietsport/atletiek: 28ste in 11.28,80 totaal: 4740 punten |
| Pavlo Tymoshchenko   | mannen    | 23e       | schermen: 33ste met 12 overwinningen zwemmen: 23ste in 2.08,15 paardensport: 14de met 60 strafpunten schietsport/atletiek: 15de in 10.48,37 totaal: 5524 punten  |
|                      |           |           | |
| Iryna Khokhlova      | vrouwen   | 10e       | schermen: 16de met 18 overwinningen zwemmen: 9de in 2.16,22 paardensport: 1ste met 0 strafpunten schietsport/atletiek: 22ste in 13.32,44 totaal: 5192 punten     |
| Victoria Tereshchuk  | vrouwen   | 23e       | schermen: 28ste met 14 overwinningen zwemmen: 8ste in 2.16,07 paardensport: 26ste met 132 strafpunten schietsport/atletiek: 18de in 12.24,64 totaal: 4996 punten |

### Paardensport
| Olympiër                                                         | Onderdeel   | Resultaat | Prestatie |
| Dressuur                                                         | Dressuur    | Dressuur  | Dressuur |
| ---------------------------------------------------------------- | ----------- | --------- | --- |
| Svetlana Kiselyova                                               | individueel | 46e       | Grand Prix: 46ste met 66,763% |
| Springconcours                                                   |             |           | |
| Björn Nagel                                                      | individueel | 41e       | kwalificatie: 41ste 1ste ronde: 42ste met 4 strafpunten 2de ronde: 19de met 4 strafpunten 3de ronde: 40ste met 13 strafpunten totaal: 21 strafpunten |
| Katharina Offel                                                  | individueel | 58e       | kwalificatie: 58ste 1ste ronde: 42ste met 4 strafpunten 2de ronde: 59ste met 12 strafpunten totaal: 16 strafpunten |
| Oleksandr Onyshchenko                                            | individueel | 70e       | kwalificatie: 70ste 1ste ronde: 70ste met 18 strafpunten |
| Cassio Rivetti                                                   | individueel | 12e       | kwalificatie: 37ste 1ste ronde: 1ste met 0 strafpunten 2de ronde: 39ste met 5 strafpunten 3de ronde: 35ste met 12 strafpunten totaal: 17 strafpunten finale: 12de 1ste ronde: 20ste met 5 strafpunten 2de ronde: 7de met 4 strafpunten totaal: 9 strafpunten |
| Björn Nagel Katharina Offel Oleksandr Onyshchenko Cassio Rivetti | team        | 14e       | 1ste ronde: 14de met 21 strafpunten |

### Roeien
| Olympiër | Onderdeel       | Resultaat | Prestatie |
| --- | --------------- | --------- | --- |
| Dmytro Mikhay Artem Morozov | dubbel-twee (m) | 11e       | serie 2: 4de in 6.49,70 herkansingen: 2de in 6.30,19 halve finale 1: 6de in 6.36,52 finale B: 5de in 6.31,51 |
| Sergiy Gryn Ivan Dovgodko Volodymyr Pavlovskiy Kostiantyn Zaitsev                                                                             | dubbel-vier (m) | 9e        | serie 3: 3de in 5.43,46 halve finale 2: 5de in 6.16,23 finale B: 3de in 6.01,23                              |
| Sergii Chykanov Viktor Grebennykov Anton Kholyaznykov Valentyn Kletskoy Oleksandr Konovaliuk Oleh Lykov Artem Moroz Andriy Pryveda Ivan Tymko | acht (m)        | 8e        | serie 1: 4de in 5.38,02 herkansingen: 6de in 5.42,19 finale B: 2de in 6.07,33                                |
| |                 |           | |
| Olena Buryak Anna Kravchenko | dubbel-twee (v) | 10e       | serie 2: 5de in 7.09,40 herkansingen: 6de in 7.23,02 finale B: 4de in 7.36,65                                |
| Yana Dementyeva Nataliya Dovgodko Anastasiya Kozhenkova Kateryna Tarasenko                                                                    | dubbel-vier (v) | Goud      | serie 2: 1ste in 6.14,82 finale: 1ste in 6.35,93                                                             |

### Schermen
| Olympiër                                                               | Onderdeel      | Resultaat | Prestatie |
| ---------------------------------------------------------------------- | -------------- | --------- | --- |
| Dmytro Karyuchenko                                                     | degen (m)      | 17e       | 1ste ronde: V van FRA Borel: 10-15 |
| Dmytro Boiko                                                           | sabel (m)      | 17e       | 1ste ronde: vrij 2de ronde: V van ROU Dumitrescu: 12-15 |
|                                                                        |                |           | |
| Olena Kryvytska                                                        | degen (v)      | 17e       | 1ste ronde: W van USA Scanlan: 15-13 2de ronde: V van ROU Măroiu: 10-15 |
| Kseniya Pantelyeyeva                                                   | degen (v)      | 17e       | 1ste ronde: W van HKG Ling: 15-11 2de ronde: V van CHN Li: 10-15 |
| Yana Shemyakina                                                        | degen (v)      | Goud      | 1ste ronde: vrij 2de ronde: W van RUS Shutova: 15-12 3de ronde: W van ROU Popescu: 14-13 kwartfinale: W van ROU Gherman: 15-14 halve finale: W van CHN Sun: 14-13 finale: W van GER Heidemann: 9-8 |
| Olena Kryvytska Kseniya Pantelyeyeva Anfisa Pochkalova Yana Shemyakina | degen team (v) | 8e        | 1ste ronde: V van Rusland: 34-45 5-8ste plek: V van Duitsland: 36-45 7-8ste plek: V van Italië: 40-45                                                                                              |
| Olha Leleyko                                                           | floret (v)     | 17e       | 1ste ronde: W van ALG Khelfaoui: 15-4 2de ronde: V van KOR Nam: 9-15 |
| Olga Charlan                                                           | sabel (v)      | 17e       | 1ste ronde: W van BUL Tschomakova: 15-8 2de ronde: W van AZE Mikina: 15-10 kwartfinale: W van ITA Vecchi: 15-9 halve finale: V van RUS Velikaya: 12-15 bronzen finale: W van USA Zagunis: 15-10    |

### Schietsport
| Olympiër         | Onderdeel                  | Resultaat | Prestatie                                                                         |
| ---------------- | -------------------------- | --------- | --------------------------------------------------------------------------------- |
| Artur Ayvazyan   | 10m luchtgeweer (m)        | 19e       | kwalificatie: 19de met 593 punten (99-99-100-100-99-96)                           |
| Serhi Koelisj    | 10m luchtgeweer (m)        | 18e       | kwalificatie: 18de met 593 punten (99-99-100-100-97-98)                           |
| Artur Ayvazyan   | 50m geweer 3 houdingen (m) | 10e       | kwalificatie: 10de met 1168 punten (397-383-388)                                  |
| Serhi Koelisj    | 50m geweer 3 houdingen (m) | 14e       | kwalificatie: 14de met 1166 punten (390-387-389)                                  |
| Artur Ayvazyan   | 50m geweer liggend (m)     | 21e       | kwalificatie: 21ste met 593 punten (100-100-98-99-98-98)                          |
| Serhi Koelisj    | 50m geweer liggend (m)     | 49e       | kwalificatie: 49ste met 583 punten (97-98-95-95-99-99)                            |
| Oleh Omelchuk    | 50m pistool (m)            | 29e       | kwalificatie: 29ste met 548 punten (92-89-91-91-94-91)                            |
| Oleh Omelchuk    | 25m snelvuurpistool (m)    | 12e       | kwalificatie: 12de met 579 punten (284-295)                                       |
| Denys Kushnirov  | 10m luchtpistool (m)       | 19e       | kwalificatie: 19de met 577 punten (97-95-96-96-97-96)                             |
| Oleh Omelchuk    | 10m luchtpistool (m)       | 5e        | kwalificatie: 6de met 583 punten (97-98-98-98-96-96) finale: 5de met 683,6 punten |
|                  |                            |           |                                                                                   |
| Dariya Sharipova | 10m luchtgeweer (v)        | 13e       | kwalificatie: 13de met 595 punten (99-98-98-100)                                  |
| Daria Tykhova    | 10m luchtgeweer (v)        | 23e       | kwalificatie: 23ste met 394 punten (97-99-98-100)                                 |
| Artur Ayvazyan   | 50m geweer 3 houdingen (v) | 38e       | kwalificatie: 38ste met 573 punten (190-195-188)                                  |
| Serhi Koelisj    | 50m geweer 3 houdingen (v) | 26e       | kwalificatie: 26ste met 577 punten (197-190-190)                                  |
| Olena Kostevych  | 25m pistool (v)            | Brons     | kwalificatie: 5de met 585 punten (293-292) finale: 3de met 788,6 punten           |
| Olena Kostevych  | 10m luchtpistool (v)       | Brons     | kwalificatie: 2de met 387 punten (97-95-97-98) finale: 3de met 486,6 punten       |

### Schoonspringen
| Olympiër                                | Onderdeel               | Resultaat | Prestatie                                                                                            |
| --------------------------------------- | ----------------------- | --------- | --- |
| Illya Kvasha                            | 3m plank (m)            | 8e        | voorronde: 6de met 470,25 punten halve finale: 7de in 478,60 punten finale: 8ste met 462,25 punten   |
| Oleksiy Pryhorov                        | 3m plank (m)            | 16e       | voorronde: 17de met 439,80 punten halve finale: 16de met 414,15 punten                               |
| Oleksandr Bondar                        | 10m toren (m)           | 12e       | voorronde: 7de met 481,65 punten halve finale: 11de in 496,30 punten finale: 12de met 443,70 punten  |
| Anton Zakharov                          | 10m toren (m)           | 15e       | voorronde: 12de met 451,35 punten halve finale: 15de met 464,70 punten                               |
| Illya Kvasha Oleksiy Pryhorov           | 3m plank synchroon (m)  | 4e        | 434,22 punten                                                                                        |
| Oleksandr Bondar Oleksandr Gorshkovozov | 10m toren synchroon (m) | 8e        | 433,32 punten                                                                                        |
|                                         |                         |           | |
| Olena Fedorova                          | 3m plank (v)            | 9e        | voorronde: 14de met 308,70 punten halve finale: 12de in 314,70 punten finale: 9de met 317,80 punten  |
| Hanna Pysmenska                         | 3m plank (v)            | 21e       | voorronde: 21ste met 271,50 punten                                                                   |
| Iuliia Prokopchuk                       | 10m toren (v)           | 12e       | voorronde: 11de met 324,85 punten halve finale: 12de in 315,80 punten finale: 12de met 344,55 punten |
| Olena Fedorova Hanna Pysmenska          | 3m plank synchroon (v)  | 6e        | 302,40 punten                                                                                        |
| Iuliia Prokopchuk Viktoriya Potyekhina  | 10m toren synchroon (v) | 8e        | 299,64 punten                                                                                        |

### Synchroonzwemmen
| Olympiër                       | Onderdeel | Resultaat | Prestatie |
| ------------------------------ | --------- | --------- | --- |
| Kseniya Sydorenko Daria Iushko | duet      | 6e        | kwalificatie: 6de technische routine: 6de met 92,200 punten vrije routine: 6de met 92,140 punten totaal: 184,340 punten finale: 6de met 92,670 punten |

### Taekwondo
| Olympiër         | Onderdeel | Resultaat | Prestatie |
| ---------------- | --------- | --------- | --- |
| Hryhorii Husarov | -68kg (m) | 7e        | voorronde: W van NZL Campbell: 10-6 kwartfinale: V van TUR Tazegül: 2-9 herkansingen: V van USA Jennings: 2-3 |
|                  |           |           | |
| Maryna Konieva   | +67kg (m) | 9e        | voorronde: W van JOR Dawani: 18-13 kwartfinale: V van CUB Hernández: 2-16                                     |

### Tafeltennis
| Olympiër           | Onderdeel     | Resultaat | Prestatie |
| ------------------ | ------------- | --------- | --- |
| Oleksandr Didukh   | enkelspel (m) | 33e       | voorronde: vrij 1ste ronde: W van PAR Aguirre: 4-3 (11-7, 7-11, 10-12, 11-4, 11-7, 7-11, 11-9) 2de ronde: V van AUT Chen: 0-4 (7-11, 5-11, 6-11, 7-11)       |
| Yaroslav Zhmudenko | enkelspel (m) | 49e       | voorronde: vrij 1ste ronde: V van EGY Assar: 1-4 (11-8, 6-11, 11-13, 9-11, 12-14)                                                                            |
|                    |               |           | |
| Tetyana Bilenko    | enkelspel (v) | 33e       | voorronde: vrij 1ste ronde: W van COL Medina: 4-1 (11-4, 11-2, 11-8, 8-11, 11-7) 2de ronde: V van ROU Dodean: 3-4 (11-7, 11-8, 5-11, 11-5, 7-11, 9-11, 2-11) |
| Margaryta Pesotska | enkelspel (v) | 17e       | voorronde: vrij 1ste ronde: vrij 2de ronde: W van ESP Ramírez: 4-1 (11-7, 11-9, 8-11, 13-11, 11-6) 3de ronde: V van NED Li: 0-4 (3-11, 9-11, 4-11, 4-11)     |

### Tennis
| Olympiër            | Onderdeel     | Resultaat | Prestatie                                    |
| ------------------- | ------------- | --------- | -------------------------------------------- |
| Serhij Stachovsky   | enkelspel (m) | 33e       | 1ste ronde: V van AUS Hewitt: 4-6, 6-3, 3-6  |
|                     |               |           |                                              |
| Kateryna Bondarenko | enkelspel (v) | 33e       | 1ste ronde: V van CZE Kvitová: 4-6, 7-5, 4-6 |

Aljona Bondarenko meldde zich af wegens een blessure. Haar plaats in het enkelspel werd ingenomen door de Britse Heather Watson.

### Triatlon
| Olympiër            | Onderdeel | Resultaat | Prestatie      |
| ------------------- | --------- | --------- | -------------- |
| Danylo Sapunov      | mannen    | 42e       | 1:51.32        |
|                     |           |           |                |
| Yuliya Yelistratova | vrouwen   | DNF       | niet gefinisht |

### Wielersport
| Olympiër                                                              | Onderdeel                | Resultaat | Prestatie |
| Baan                                                                  | Baan                     | Baan      | Baan |
| --------------------------------------------------------------------- | ------------------------ | --------- | --- |
| Lyubov Shulika                                                        | keirin (v)               | 13e       | 1ste ronde: 5de herkansingen: 4de |
| Lyubov Shulika                                                        | sprint (v)               | 7e        | kwalificatie: 10de in 11,319 1ste ronde: W van NZL Hansen: 11,808 2de ronde: V van GER Vogel herkansingen: 1ste kwartfinale: V van NZL Meares: 0-2 5-8ste plek: 3de |
| Lyubov Shulika Olena Tsos                                             | teamsprint (v)           | 4e        | kwalificatie: 7de in 33,708 1ste ronde: 4de in 33,620 bronzen finale: V van AUS McCulloch/Meares: 33,491                                                            |
| Yelizaveta Bochkarova Svitlana Galyuk Lesja Kalitovska Lyubov Shulika | ploegenachtervolging (v) | 9e        | kwalificatie: 9de in 3.25,160 |
| Mountainbike                                                          |                          |           | |
| Sergey Rysenko                                                        | mannen                   | 31e       | 1:37.32 |
|                                                                       |                          |           | |
| Jana Belomoina                                                        | vrouwen                  | 13e       | 1:35.46 |
| Weg                                                                   |                          |           | |
| Andrij Hryvko                                                         | wegwedstrijd (m)         | 17e       | 5:46.05 |
| Dmytro Kryvtsov                                                       | wegwedstrijd (m)         | 66e       | 5:46.37 |
|                                                                       |                          |           | |
| Alona Andruk                                                          | wegwedstrijd (v)         | DNF       | buiten tijdslimiet |

### Worstelen
| Olympiër                 | Onderdeel   | Resultaat   | Prestatie |
| Vrije stijl              | Vrije stijl | Vrije stijl | Vrije stijl |
| ------------------------ | ----------- | ----------- | --- |
| Vasyl Fedoryshyn         | -60kg (m)   | 17e         | kwalificatie: vrij 1ste ronde: V van GEO Zarkua: 0-3 |
| Andriy Kvyatkovskyy      | -66kg (m)   | 13e         | kwalificatie: vrij 1ste ronde: V van KAZ Tanatarov: 1-3 |
| Ibragim Aldatov          | -84kg (m)   | 9e          | kwalificatie: W van UZB Sokhiev: 3-1 1ste ronde: V van RUS Urishev: 1-3                                                                                           |
| Valerii Andriitsev       | -96kg (m)   | Zilver      | kwalificatie: vrij 1ste ronde: W van TJK Iskandari: 3-1 kwartfinale: W van AZE Gazyumov: 3-1 halve finale: W van IRI Yazdani: 5-0 finale: V van USA Varner: 0-3   |
| Oleksandr Khotsianivskyi | -66kg (m)   | 13e         | kwalificatie: V van TUR Akgül: 0-3 |
|                          |             |             | |
| Irini Merleni            | -48kg (v)   | 5e          | kwalificatie: vrij 1ste ronde: W van KOR Kim: 3-0 kwartfinale: W van VEN Caripá: 5-0 halve finale: V van AZE Stadnik: 0-5 bronzen finale: V van USA Chun: 0-3     |
| Tetyana Lazareva         | -55kg (v)   | 5e          | kwalificatie: vrij 1ste ronde: W van EGY Eid: 5-0 kwartfinale: V van CAN Verbeek: 0-3 herkansingen: W van IND Phogat: 3-0 bronzen finale: V van COL Rentería: 1-3 |
| Yuliya Ostapchuk         | -63kg (v)   | 7e          | kwalificatie: W van KAZ Shalygina: 3-0 1ste ronde: W van HUN Sastin: 3-0 kwartfinale: V van RUS Volosova: 0-3                                                     |
| Kateryna Burmistrova     | -72kg (v)   | 13e         | kwalificatie: vrij 1ste ronde: V van RUS Vorobieva: 0-3 herkansingen: V van KAZ Manyurova: 0-3                                                                    |
| Grieks-Romeins           |             |             | |
| Vyugar Ragymov           | -55kg (m)   | 13e         | kwalificatie:' V van CHN Li: 1-3 |
| Lenur Temirov            | -60kg (m)   | 18e         | kwalificatie:' V van KAZ Kebispayev: 0-3 |
| Vasyl Rachyba            | -84kg (m)   | 18e         | kwalificatie: vrij 1ste ronde: W van TUN Achouri: 3-0 kwartfinale: V van GEO Gegeshidze: 1-3                                                                      |
| Yevhen Orlov             | -120kg (m)  | 18e         | kwalificatie: vrij 1ste ronde: V van TUR Kayaalp: 0-3 |

### Zeilen
| Olympiër           | Onderdeel | Resultaat | Prestatie                                       |
| ------------------ | --------- | --------- | ----------------------------------------------- |
| Maksym Oberemko    | RS:X (m)  | 23e       | 181 punten: (36-35-16-28-17-31-23-14-6-11)      |
| Valeriy Kudryashov | laser (m) | 44e       | 341 punten: (48-38-42-31-38-40-35-36-38-43)     |
| Oleksiy Boryzov    | finn (m)  | 19e       | 160,6 punten: (21-18,6-19-19-15-19-23-14-17-18) |
|                    |           |           |                                                 |
| Olha Maslivets     | RS:X (v)  | 4e        | 48 punten: (3-4-14-10-3-3-1-3-7-10-4)           |

### Zwemmen
| Olympiër                                                  | Onderdeel             | Resultaat | Prestatie                                              |
| --------------------------------------------------------- | --------------------- | --------- | ------------------------------------------------------ |
| Andriy Hovorov                                            | 50m vrije slag (m)    | 14e       | serie 7: 3de in 22,09 halve finale 1: 8ste in 22,12    |
| Serhiy Frolov                                             | 400m vrije slag (m)   | 17e       | serie 3: 6de in 3.50,63                                |
| Serhiy Frolov                                             | 1500m vrije slag (m)  | 10e       | serie 4: 4de in 14.59,19 (NR)                          |
| Oleksandr Isakov                                          | 100m rugslag (m)      | 35e       | serie 2: 4de in 55,43                                  |
| Oleksandr Isakov                                          | 200m rugslag (m)      | 30e       | serie 2: 6de in 2.00,78                                |
| Valeriy Dymo                                              | 100m schoolslag (m)   | 23e       | serie 4: 7de in 1.01,27                                |
| Ihor Borysyk                                              | 200m schoolslag (m)   | 22e       | serie 3: 6de in 2.12,61                                |
| Illya Chuyev                                              | 200m vlinderslag (m)  | 28e       | serie 2: 4de in 1.59,65                                |
| Maksym Shemberev                                          | 200m wisselslag (m)   | 33e       | serie 1: 2de in 2.03,40                                |
| Maksym Shemberev                                          | 400m wisselslag (m)   | 15e       | serie 4: 6de in 4.16,63                                |
| Ihor Chervynskyy                                          | 10km open water (m)   | 14e       | 1:50.56,9                                              |
|                                                           |                       |           |                                                        |
| Darya Stepanyuk                                           | 50m vrije slag (v)    | 33e       | serie 10: 8ste in 25,70                                |
| Daryna Zevina                                             | 100m rugslag (v)      | 18e       | serie 5: 6de in 1.00,57                                |
| Daryna Zevina                                             | 200m rugslag (m)      | 12e       | serie 4: 2de in 2.09,40 halve finale 2: 6de in 2.09,70 |
| Mariya Liver                                              | 100m schoolslag (v)   | 37e       | serie 3: 8ste in 1.11,23                               |
| Hanna Dzerkal                                             | 200m schoolslag (v)   | 17e       | serie 2: 1ste in 2.27,09 (NR)                          |
| Hanna Dzerkal                                             | 200m wisselslag (m)   | 18e       | serie 2: 1ste in 2.14,55                               |
| Hanna Dzerkal                                             | 400m wisselslag (m)   | 26e       | serie 2: 3de in 4.48,19                                |
| Hanna Dzerkal Iryna Hlavnyk Darya Stepanyuk Daryna Zevina | 4x200m vrije slag (v) | 15e       | serie 1: 8ste in 8.12,67                               |
| Olha Beresnyeva                                           | 10km open water (v)   | DSQ       | 1:58.44,4                                              |

Afghanistan · Albanië · Algerije · Amerikaanse Maagdeneilanden · Amerikaans-Samoa · Andorra · Angola · Antigua en Barbuda · Argentinië · Armenië · Aruba · Australië · Azerbeidzjan · Bahama's · Bahrein · Bangladesh · Barbados · België · Belize · Benin · Bermuda · Bhutan · Bolivia · Bosnië en Herzegovina · Botswana · Brazilië · Britse Maagdeneilanden · Brunei · Bulgarije · Burkina Faso · Burundi · Cambodja · Canada · Centraal-Afrikaanse Republiek · Chili · China · Chinees Taipei · Colombia · Comoren · Congo-Brazzaville · Congo-Kinshasa · Cookeilanden · Costa Rica · Cuba · Cyprus · Denemarken · Djibouti · Dominica · Dominicaanse Republiek · Duitsland · Ecuador · Egypte · El Salvador · Equatoriaal-Guinea · Eritrea · Estland · Ethiopië · Fiji · Filipijnen · Finland · Frankrijk · Gabon · Gambia · Georgië · Ghana · Grenada · Griekenland · Groot-Brittannië · Guam · Guatemala · Guinee · Guinee‑Bissau · Guyana · Haïti · Honduras · Hongarije · Hongkong · Ierland · IJsland · India · Indonesië · Irak · Iran · Israël · Italië · Ivoorkust · Jamaica · Japan · Jemen · Jordanië · Kaaimaneilanden · Kaapverdië · Kameroen · Kazachstan · Kenia · Kirgizië · Kiribati · Koeweit · Kroatië · Laos · Lesotho · Letland · Libanon · Liberia · Libië · Liechtenstein · Litouwen · Luxemburg · Macedonië · Madagaskar · Malawi · Maldiven · Maleisië · Mali · Malta · Marshalleilanden · Marokko · Mauritanië · Mauritius · Mexico · Micronesië · Moldavië · Monaco · Mongolië · Montenegro · Mozambique · Myanmar · Namibië · Nauru · Nederland · Nepal · Nicaragua · Nieuw-Zeeland · Niger · Nigeria · Noord-Korea · Noorwegen · Oeganda · Oekraïne · Oezbekistan · Oman · Oostenrijk · Oost-Timor · Pakistan · Palau · Palestina · Panama · Papoea-Nieuw-Guinea · Paraguay · Peru · Polen · Portugal · Puerto Rico · Qatar · Roemenië · Rusland · Rwanda · Saint Kitts en Nevis · Saint Lucia · Saint Vincent en Grenadines · Salomonseilanden · Samoa · San Marino · Sao Tomé en Principe · Saoedi-Arabië · Senegal · Servië · Seychellen · Sierra Leone · Singapore · Slovenië · Slowakije · Soedan · Somalië · Spanje · Sri Lanka · Suriname · Swaziland · Syrië · Tadzjikistan · Tanzania · Thailand · Togo · Tonga · Trinidad en Tobago · Tsjaad · Tsjechië · Tunesië · Turkije · Turkmenistan · Tuvalu · Uruguay · Vanuatu · Venezuela · Verenigde Arabische Emiraten · Verenigde Staten · Vietnam · Wit-Rusland · Zambia · Zimbabwe · Zuid-Afrika · Zuid-Korea · Zweden · Zwitserland · Onafhankelijke atleten